# 塚站 (伊利諾伊州)
塚站（英語：Mound Station）是位於美國伊利諾伊州布朗縣的一個村落。

## 地理
塚站的座標為40°00′27″N 90°52′32″W / 40.00750°N 90.87556°W，而該地最高點為海拔高度230米（即755英尺）。

## 人口
根據2010年美國人口普查的數據，塚站的面積為1.30平方千米，當中陸地面積為1.30平方千米，而水域面積為0.00平方千米。當地共有人口122人，而人口密度為每平方千米93人。